# Отар Пацация
Пацация Отар Амбакович (груз. ოთარ ფაცაცია; 15 травня 1929, Грузинська РСР, СРСР — 9 грудня 2021) — грузинський політичний і державний діяч, третій прем'єр-міністр Грузії.

## Життєпис
На партійній роботі з 1955 року. Обіймав посаду першого секретаря Зугдідського райкому Компартії грузинської РСР.
1965 року отримав посаду директора Інгурського целюлозно-паперового комбінату (Зугдіді). З квітня 1992 року був головою Зугдідської управи.
Після здобуття Грузією незалежності став третім прем'єр-міністром країни (1993–1995).
Помер 9 грудня 2021 року від COVID-19 .